# Кравець

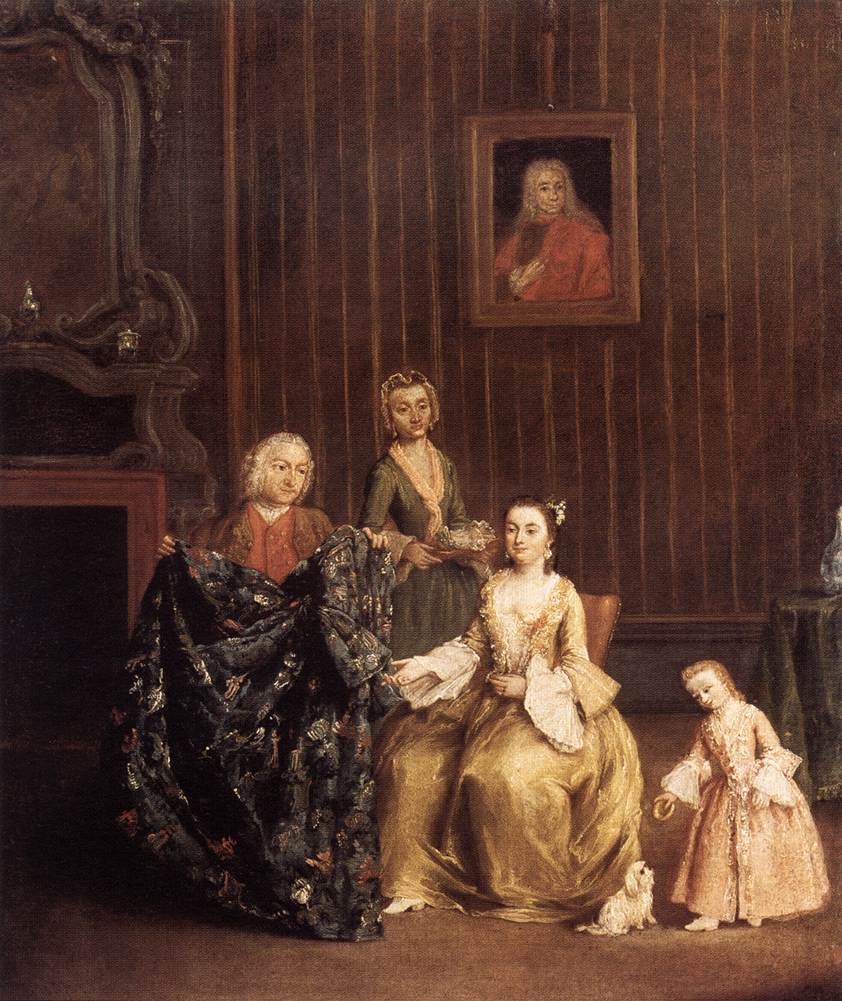
П'єтро Лонгі. «Кравець», 1741. Галерея Академії, Венеція

Краве́ць, жін. шва́чка, кравчи́ня, кравчи́ха — фахівець з пошиття одягу, що професійно створює, ремонтує та змінює моделі одежі.

## Етимологія слова
Слово кравець походить від діалектного (північного) прасл. *kravьcь, утвореного від дієслова *kravati — ітеративної форми *krojiti («кроїти»). Непереконливе тлумачення українського слова як полонізму (від пол. krawiec), а також пов'язання *kravьcь з *krasti («красти»).

## Класифікація кравців

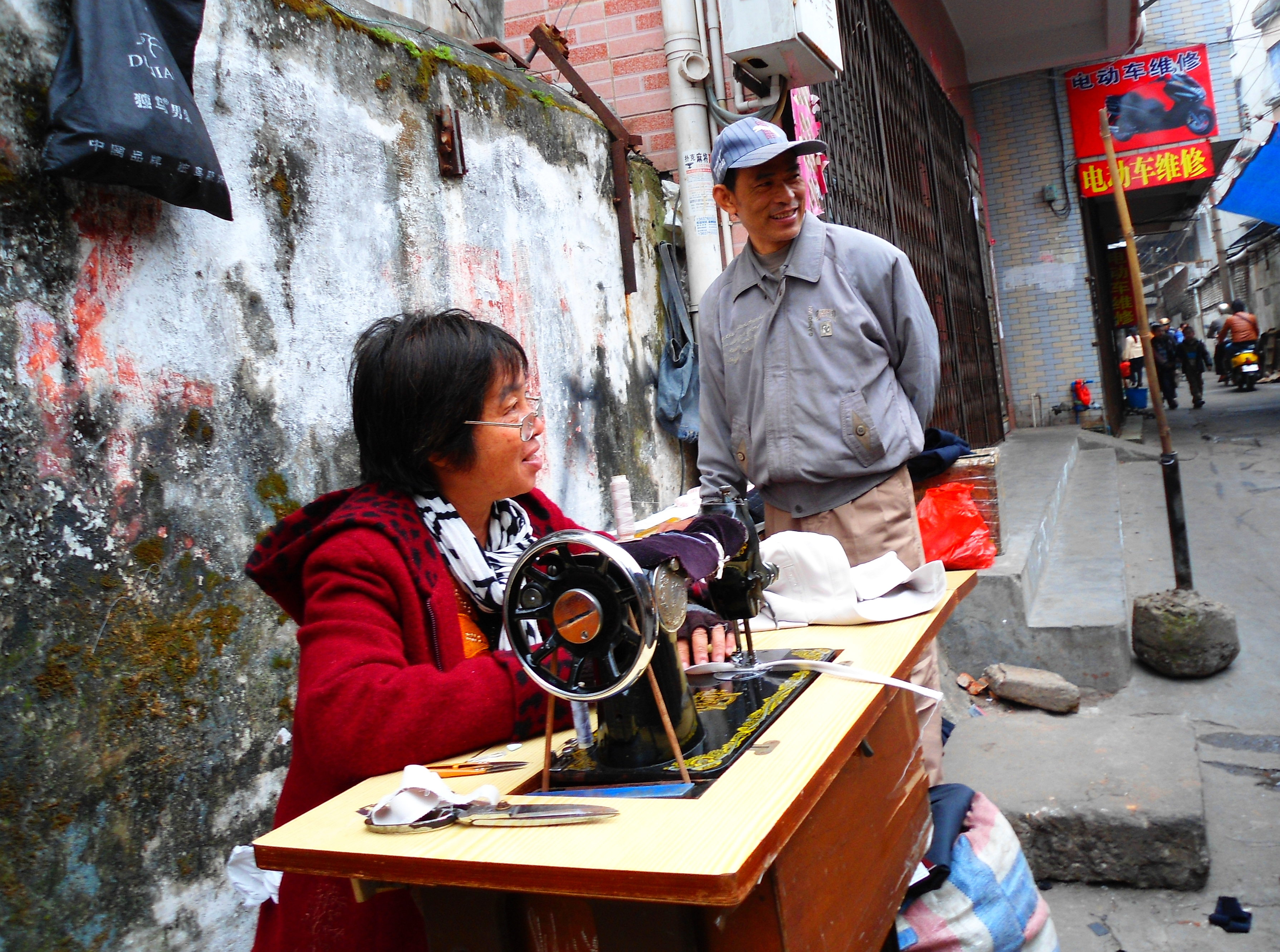
Придорожний кравець в Хайкоу, провінція Хайнань, Китай

Професійне шиття — загальний термін для тих, хто заробляє шиттям, викладанням, писанням про шиття або роздрібними постачаннями швацьких виробів. Кравці можуть працювати у власному будинку, майстерні або крамниці, мати як загальну, так і вузьку спеціалізацію:
- Звичайний кравець — створює одяг за одним шаблоном, щоб задовольнити потреби, переваги й індивідуальні запити замовника.
- Звичайна кравчиня — спеціалізується на жіночому користувальницькому одязі, в тому числі: денних сукнях, костюмах, вечірніх сукнях, весільному або спортивному одязі, білизні.
- Кравець — робить користувальницькі куртки і штани чоловічого одягу в популярному стилі.

- Кравець-розкрійник — вирізає, по довжині полотна, шаблонах, які складають костюм. На замовлення пошиття, кравець-розкрійник може також із клієнта мірку, консультувати його з питань вибору стилю тощо[6].
- Змінний фахівець-кравець, або альтераціоніст — регулює посадку завершеного одягу, як правило, готового до ношення, або рестайлу. Зверніть увагу, що водночас всі кравці можуть робити зміни, але не всі альтераціоністи можуть зробити пошив.
- Дизайнери — роблять комбінаційні лінії, пропорції, колір і текстуру для призначених одягу. Вони можуть мати або не мати швейні або інші навички, і можуть робити тільки ескіз або вигадати одяг. Вони працюють з людьми, які знають, як насправді скроїти одяг.
- Модельєри — роблять плоскі проекти форми і розміри численних шматочків одягу вручну, з використанням паперу та вимірювальних інструментів або за допомогою комп'ютера, використовуючи програмне забезпечення, засноване на AutoCAD, або драпіруванням. Отримані викрійки повинні включати в себе призначену одягу конструкцію і відповідати призначенню власника.
- Кравець-консультант чи стиліст — рекомендує стилі і кольори, які схвалить клієнт.

## Види пошиття

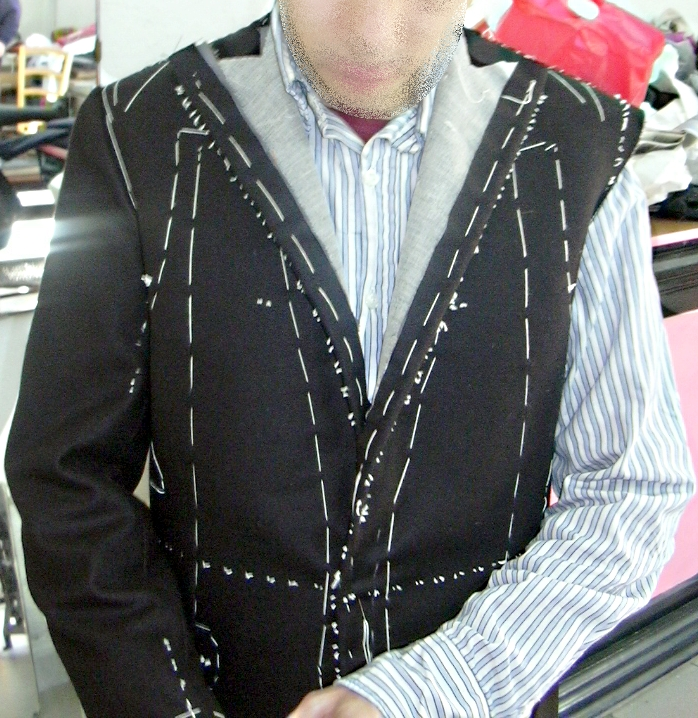
Пошиття — перша примірка в Італії

Коли професія пошиття урізноманітнилася, виникли нові методи пошиття. Є ряд відмінних бізнес-моделей, які сучасні кравці можуть практикувати. У той час як деякі з них можуть практикувати багато методів, є інші, які практикуватимуть тільки один або два.

### Пошиття на замовлення
Один з методів пошиття, в якому одяг виготовляється індивідуально за вимогами замовника. Пошиття одягу на замовлення передбачає виготовлення одягу по викрійках які виготовляються лише для даного замовника.

### Мандрівні кравці
На відміну від кравців, які роблять пошив на відстані, кравці-мандрівники забезпечують більш індивідуальний підхід до своїх клієнтів і дають клієнтам можливість побачити зразки тканини і зустрітися з кравцем в обличчя. Мандрівні кравці подорожують між містами і станціями в місцевих розкішних готелях протягом короткого періоду часу, щоб зустрітися і надати ті ж послуги з пошиття, що вони надають в місцевому магазині. У готелі, клієнт зможе вибрати тканину із зразків і кравець зробить вимірювання параметрів тіла клієнта. Виріб потім буде відправлений замовнику протягом 3-4 тижнів. На відміну від місцевого пошиття, якщо потрібні подальші зміни одягу, повинні бути відправлені зауваження заздалегідь. Сьогодні більшість мандрівних кравців з Гонконгу, вони подорожують по США, Англії, Уельсу, Шотландії, Франції, Австралії та Японії.

## Ономастика

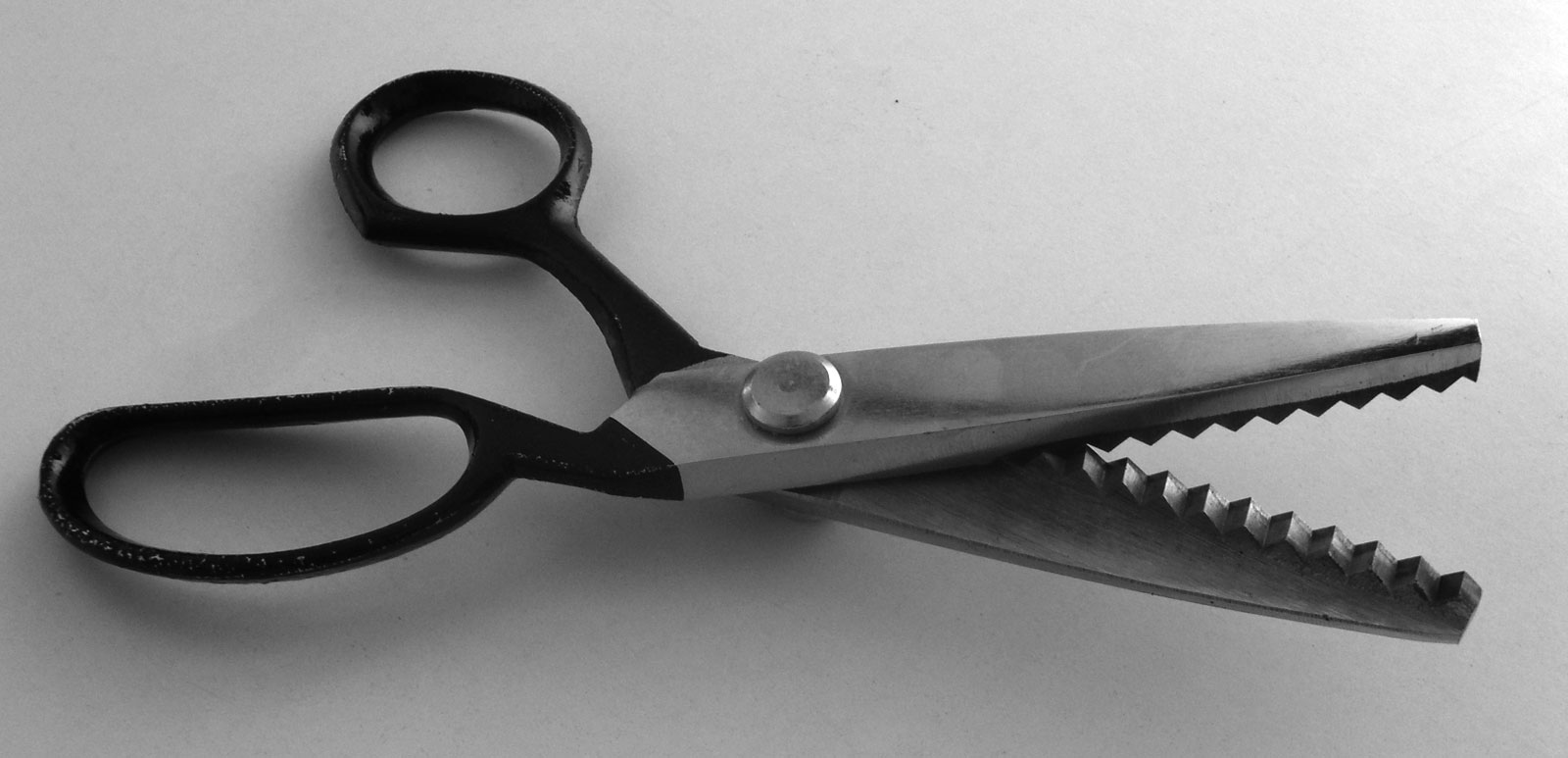
Зигзагові ножиці

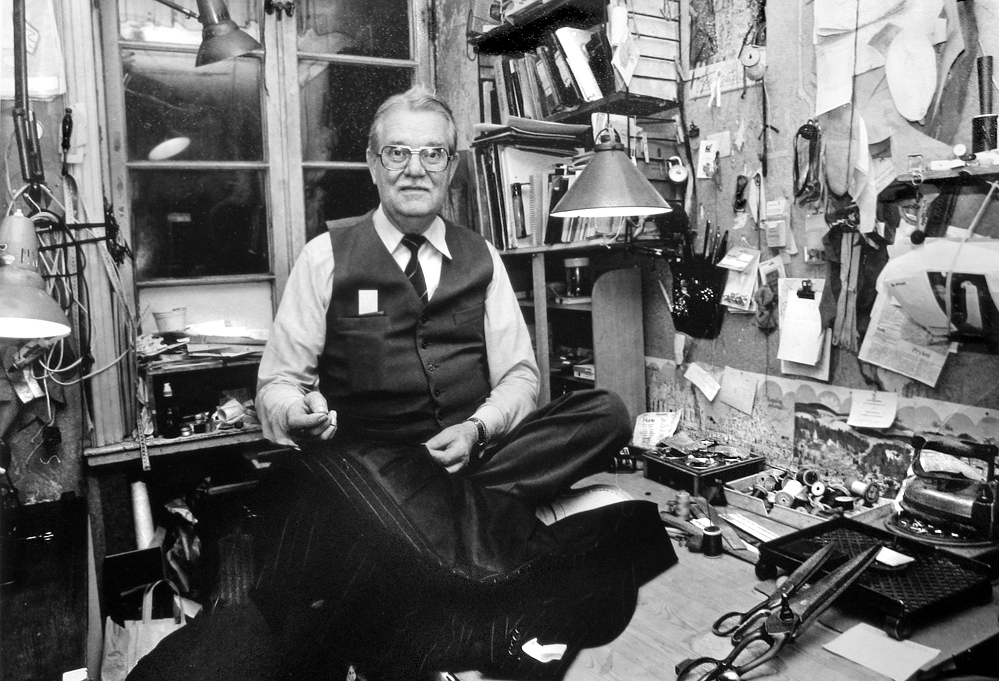
Кравець в Мальмё, 1993 год.

Похідні від назви професії прізвища поширені в багатьох мовах: українські Кравець, Кравчук і Кравченко, російські Портнов і Кравцов, польські Кра́вець (Krawiec) і Кра́віц (Kravitz), чеське Кре́йчий (Krejčy), англійське Тейлор (Tailor), французьке Кутюр'є́ (Couturier), німецькі Шредер (Schröder), Шнайдер (Schneider), і Шнайдерман (Schneidermann), італійське Сарті (Sarti), литовське Сювеяс (Siuvejas), угорське Сабо (Szabo), румунське Кройтору (Croitoru) і Кройтор (Croitor), іспанське Састре (Sastre), хінді/урду Дарзі, голландські Снейдер (Snijder) і Клермакер (Kleermaker), арабське Аль-Хаят (الخياط), єврейське (іврит) Хаїт, Хайт (חייט), грецьке Рафтіс (Ράφτης), турецьке Терзі (Terzi).
У фільмі «Зустріч Венери» (автор сценарію і режисер Іштван Сабо), багато з персонажів носять прізвище «Кравець» різними мовами.

## Інше

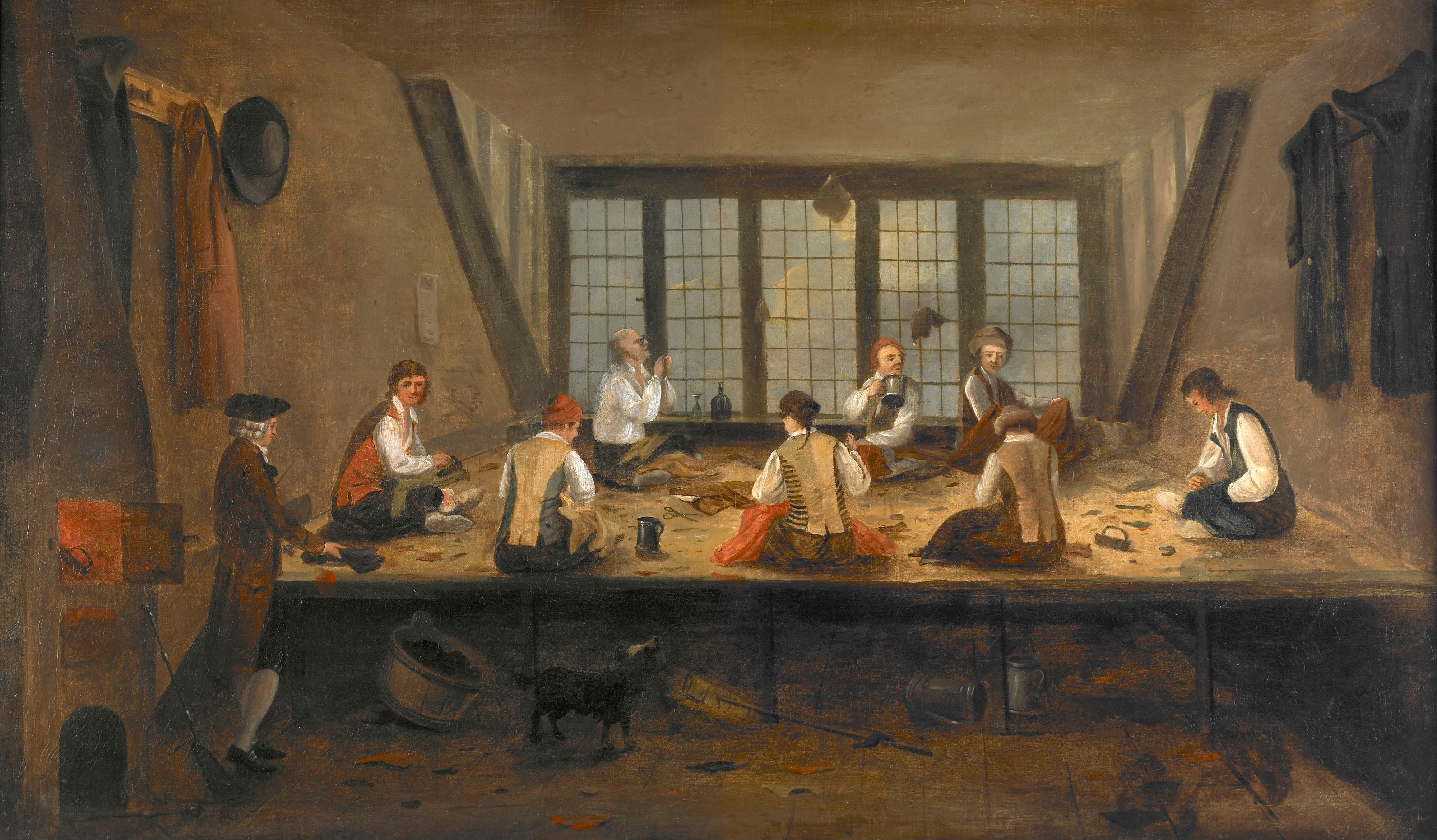
Інтер'єр кравецької майстерні. Невідомий художник, бл. 1780 р.

- Придворний чин крайчий (кравчий), що існував у Польщі, Литві та Московській державі, не має стосунку до шиття, хоча його назва й пов'язана за походженням з *krajati (фонетичним варіантом *kravati): обов'язки крайчого полягали в розрізанні («краянні») їжі монархові за столом[5].
- Кравецький м'яз — один з м'язів стегна, найдовший м'яз у людському тілі. За однією з версій, назва м'яза-згинача ноги мала відсилати до характерної пози кравця — з перехрещеними ногами[7].
- Назва жука кравчика-головача пов'язана з «кравець»: він обрізає і під'їдає листя аналогічно тому, як кравець кроїть матеріал[5] .
- Запорозьке військо за часів отамана С. Наливайка називалося «кравчина»: у зв'язку з тим, що він був кравцем або сином кравця[5].

## У культурі

### Прислів'я, мовні звороти
- І кравець з голки живе
- Він і швець, і жнець, і в дуду грець (і коваль, і швець, і кравець, і на дуду грець)
- Кравець, але такий, що лиш міхи вміє шити
- Не буде з швачки багачки, а з ткача — багача
- Кравець кравця по наперстку знає і пізнає
- Кожний кравець на свою моду крає
- Десь від тебе кравець міру згубив
- Кравець попорений жупан носить (На те він кравець, щоб подертий жупан носити)
- Без сокири не тесляр, без голки не кравець
- Кравче, пильнуй свого кравецтва, а в шевство не мішайся (пор. Швець знай своє шевство, а у кравецтво не мішайся)
- Швець і кравець — на один комірець
- Так кравець крає, як му сукна стає
- Наш кравець по великих шляхах молебні править
- Наш кравець по великих шляхах дубовою голкою шиє — грабує[8]
- Ліниві кравці беруть довгі нитки
- Який крій, такий стрій

### Твори
- «Хоробрий кравчик» — казка братів Грімм
- «М'ясник і дружина кравця» (The Butcher and the Tailor's Wife)
- «Кравець із Глостера[en]» — казка Беатрікс Поттер